# NGC 2463
NGC 2463 (również PGC 22291) – galaktyka eliptyczna (E), znajdująca się w gwiazdozbiorze Rysia. Odkrył ją John Herschel 10 lutego 1831 roku.